# Stade Brestois 29 2023-2024
Questa voce raccoglie le informazioni riguardanti lo Stade Brestois 29 nelle competizioni ufficiali della stagione 2023-2024.

## Maglie e divise
Lo sponsor tecnico per la stagione 2023-2024 è Adidas, mentre lo sponsor ufficiale è Quéguiner Matériaux.
| Casa | Trasferta | Terza maglia |

## Rosa
Aggiornata al 9 febbraio 2024 
 In corsivo i calciatori ceduti durante la stagione
| N. |                           | Ruolo | Calciatore                    |
| -- | ------------------------- | ----- | ----------------------------- |
| 2  | Francia (bandiera)        | D     | Bradley Locko                 |
| 3  | Francia (bandiera)        | D     | Lilian Brassier               |
| 4  | Marocco (bandiera)        | D     | Achraf Dari                   |
| 5  | Francia (bandiera)        | D     | Brendan Chardonnet (capitano) |
| 7  | Uruguay (bandiera)        | A     | Martín Satriano               |
| 8  | Francia (bandiera)        | C     | Hugo Magnetti                 |
| 9  | Benin (bandiera)          | A     | Steve Mounié                  |
| 10 | Francia (bandiera)        | C     | Romain Del Castillo           |
| 11 | Francia (bandiera)        | C     | Axel Camblan                  |
| 12 | Costa d'Avorio (bandiera) | D     | Luck Zogbé                    |
| 14 | Francia (bandiera)        | C     | Adrien Lebeau                 |
| 16 | Francia (bandiera)        | P     | Yan Marillat                  |
| 18 | Francia (bandiera)        | C     | Hiang'a Mbock                 |
| 18 | Francia (bandiera)        | D     | Antonin Cartillier            |

| N. |                        | Ruolo | Calciatore           |
| -- | ---------------------- | ----- | -------------------- |
| 19 | Francia (bandiera)     | D     | Jordan Amavi         |
| 20 | Francia (bandiera)     | C     | Pierre Lees-Melou    |
| 21 | Algeria (bandiera)     | C     | Billal Brahimi       |
| 22 | Francia (bandiera)     | A     | Jérémy Le Douaron    |
| 23 | Mali (bandiera)        | D     | Kamory Doumbia       |
| 25 | Francia (bandiera)     | D     | Julien Le Cardinal   |
| 26 | Francia (bandiera)     | C     | Mathias Pereira Lage |
| 27 | Francia (bandiera)     | D     | Kenny Lala           |
| 28 | Francia (bandiera)     | C     | Jonas Martin         |
| 30 | Francia (bandiera)     | P     | Grégoire Coudert     |
| 40 | Paesi Bassi (bandiera) | P     | Marco Bizot          |
| 44 | Francia (bandiera)     | D     | Josué Escartin       |
| 45 | Francia (bandiera)     | C     | Mahdi Camara         |
| 70 | Francia (bandiera)     | C     | Karamoko Dembélé     |

## Calciomercato

### Sessione estiva
| Acquisti         | Acquisti           | Acquisti            | Acquisti                 |
| R.               | Nome               | da                  | Modalità                 |
| ---------------- | ------------------ | ------------------- | ------------------------ |
| C                | Mahdi Camara       | Saint-Étienne       | definitivo (3 milioni €) |
| D                | Bradley Locko      | Stade Reims         | definitivo (500 mila €)  |
| C                | Jonas Martin       | Lilla               | gratuito                 |
| A                | Adrien Lebeau      | Waldhof Mannheim    | gratuito                 |
| A                | Billal Brahimi     | Nizza               | prestito                 |
| A                | Martín Satriano    | Inter               | prestito                 |
| C                | Kamory Doumbia     | Stade Reims         | prestito                 |
| D                | Jordan Amavi       | Olympique Marsiglia | prestito                 |
| D                | Julien Le Cardinal | Lens                | prestito                 |
| Altre operazioni |                    |                     |                          |
| R.               | Nome               | da                  | Modalità                 |
| P                | Yan Marillat       |                     | svincolato               |
| D                | Luck Zogbé         |                     | svincolato               |
| C                | Hiang'a Mbock      | Caen                | fine prestito            |
| D                | Jere Uronen        | Schalke 04          | fine prestito            |
| C                | Axel Camblan       | Concarneau          | fine prestito            |

| Cessioni         | Cessioni           | Cessioni            | Cessioni                 |
| R.               | Nome               | a                   | Modalità                 |
| ---------------- | ------------------ | ------------------- | ------------------------ |
| A                | Franck Honorat     | Borussia M'gladbach | definitivo (8 milioni €) |
| D                | Jere Uronen        | Schalke 04          | definitivo (600 mila €)  |
| D                | Jean-Kévin Duverne | Nantes              | gratuito                 |
| C                | Haris Belkebla     | Ohod                | gratuito                 |
| D                | Noah Fadiga        | Gent                | gratuito                 |
| D                | Christophe Hérelle | Metz                | n.d.                     |
| C                | Hiang'a Mbock      | Caen                | prestito                 |
| C                | Karamoko Dembélé   | Blackpool           | prestito                 |
| A                | Taïryk Arconte     | Rodez               | prestito                 |
| A                | Loïc Rémy          |                     | svincolato               |
| Altre operazioni |                    |                     |                          |
| R.               | Nome               | da                  | Modalità                 |
| C                | Mahdi Camara       | Saint-Étienne       | fine prestito            |
| A                | Alberth Elis       | Bordeaux            | fine prestito            |
| D                | Bradley Locko      | Stade Reims         | fine prestito            |
| C                | Félix Lemaréchal   | Monaco              | fine prestito            |
| P                | Joaquín Blázquez   | Talleres (C)        | fine prestito            |

### Sessione invernale
| Acquisti         | Acquisti           | Acquisti | Acquisti   |
| R.               | Nome               | da       | Modalità   |
| ---------------- | ------------------ | -------- | ---------- |
| D                | Antonin Cartillier | Monaco   | prestito   |
| Altre operazioni |                    |          |            |
| R.               | Nome               | da       | Modalità   |
| D                | Luck Zogbé         |          | svincolato |

| Cessioni         | Cessioni       | Cessioni  | Cessioni |
| R.               | Nome           | a         | Modalità |
| ---------------- | -------------- | --------- | -------- |
| D                | Achraf Dari    | Charleroi | prestito |
| D                | Josué Escartin | Ajaccio   | prestito |
| Altre operazioni |                |           |          |
| R.               | Nome           | da        | Modalità |

## Risultati

### Ligue 1

#### Girone di andata
| Arbitro: | Pignard |

|                                                |           |                        |
| Del Castillo 45+2’ (rig.), 87’ (rig.) Lala 56’ | Marcatori | 11’ Sotoca 22’ Machado |

| Arbitro: | Batta |

|              |           |                               |
| Kuzyayev 52’ | Marcatori | 28’ Del Castillo 56’ Brassier |

| Arbitro: | Stinat |

|                    |           |  |
| Mbemba 4’ Sarr 65’ | Marcatori |  |

| Brest 2 settembre 2023, ore 17:00 CEST 4ª giornata | Brest   | 0 – 0 referto | Rennes | Stade Francis-Le Blé (15 201 spett.)\| Arbitro: \| El Hadj \| |
| Arbitro:                                           | El Hadj |               |        |                                                               |

| Arbitro: | Angoula |

|                |           |                           |
| Richardson 19’ | Marcatori | 50’ Camara 56’ Lees-Melou |

| Arbitro: | Léonard |

|            |           |  |
| Mounié 87’ | Marcatori |  |

| Nizza 1º ottobre 2023, ore 15:00 CEST 7ª giornata | Nizza            | 0 – 0 referto | Brest | Allianz Riviera (32 044 spett.)\| Arbitro: \| Romain Lissorgue \| |
| Arbitro:                                          | Romain Lissorgue |               |       |                                                                   |

| Arbitro: | Gaillouste |

|                |           |           |
| Satriano 90+3’ | Marcatori | 27’ Magri |

| Arbitro: | Vernice |

|           |           |  |
| Yazıcı 6’ | Marcatori |  |

| Arbitro: | Brisard |

|                           |           |                                 |
| Mounié 43’ Le Douaron 52’ | Marcatori | 16’ Zaïre-Emery 28’, 89’ Mbappé |

| Arbitro: | Wattellier |

|                         |           |  |
| Zakaria 16’ Golovin 69’ | Marcatori |  |

| Arbitro: | Pignard |

|                |           |            |
| Le Douaron 44’ | Marcatori | 80’ Emegha |

| Arbitro: | Gaillouste |

|                     |           |                                                  |
| Savanier 51’ (rig.) | Marcatori | 20’ (aut.) Estève 64’ Pereira Lage 90+2’ Doumbia |

| Arbitro: | Bollengier |

|                                               |           |  |
| Del Castillo 20’ (rig.), 51’ Pereira Lage 34’ | Marcatori |  |

| Arbitro: | Lissorgue |

|  |           |                |
|  | Marcatori | 75’ Le Douaron |

| Arbitro: | Millot |

|  |           |                         |
|  | Marcatori | 49’ Magnetti 57’ Mounié |

| Arbitro: | Vernice |

|                                 |           |  |
| K. Doumbia 22’, 25’, 29’, 45+3’ | Marcatori |  |

#### Girone di ritorno
| Arbitro: | Pignard |

|                               |           |  |
| Magnetti 48’ Le Douaron 90+1’ | Marcatori |  |

| Arbitro: | Turpin |

|                            |           |                             |
| Asensio 38’ Kolo Muani 45’ | Marcatori | 55’ Camara 80’ Pereira Lage |

| Brest 4 febbraio 2024, ore 17:05 CET 20ª giornata | Brest  | 0 – 0 referto | Nizza | Stadio Francis Le Blé (13 442 spett.)\| Arbitro: \| Stinat \| |
| Arbitro:                                          | Stinat |               |       |                                                               |

| Arbitro: | Frappart |

|          |           |                |
| Kyei 69’ | Marcatori | 50’ Lees-Melou |

| Arbitro: | Buquet |

|                |           |  |
| Lees-Melou 88’ | Marcatori |  |

| Arbitro: | Brisard |

|  |           |                                |
|  | Marcatori | 33’, 40’, 60’ (rig.) M. Camara |

| Arbitro: | Gaillouste |

|                |           |  |
| Lees-Melou 34’ | Marcatori |  |

| Arbitro: | Frappart |

|             |           |  |
| Aguilar 32’ | Marcatori |  |

| Arbitro: | Turpin |

|              |           |           |
| Satriano 79’ | Marcatori | 67’ David |

| Arbitro: | Brisard |

|  |           |                  |
|  | Marcatori | 86’ Del Castillo |

| Arbitro: | Millot |

|                                                       |           |                                  |
| Chardonnet 12’ K. Doumbia 31’ Mounié 38’ Satriano 60’ | Marcatori | 6’ I. Traoré 74’, 80’ Mikautadze |

| Arbitro: | Vernice |

|                                                                       |           |                                  |
| Tolisso 18’ Lacazette 70’ Tagliafico 79’ Maitland-Niles 90+15’ (rig.) | Marcatori | 60’ Mounié 64’, 67’ Del Castillo |

| Arbitro: | Buquet |

|  |           |                          |
|  | Marcatori | 40’ Zakaria 48’ Minamino |

| Arbitro: | Bastien |

|                                          |           |                                                                       |
| Kalimuendo 4’, 9’ Theate 68’ Terrier 79’ | Marcatori | 11’ Mounié 48’ (aut.) Omari 54’ Satriano 66’ M. Camara 90+6’ Brassier |

| Brest 4 maggio 2024, ore 21:00 CEST 32ª giornata | Brest  | 0 – 0 referto | Nantes | Stadio Francis Le Blé (15 159 spett.)\| Arbitro: \| Turpin \| |
| Arbitro:                                         | Turpin |               |        |                                                               |

| Arbitro: | Brisard |

|                |           |             |
| Brassier 45+1’ | Marcatori | 25’ Munetsi |

| Arbitro: | Pignard |

|  |           |                                  |
|  | Marcatori | 48’ M. Camara 54’ Amavi 90’ Lala |

### Coppa di Francia
| Arbitro: | Frappart |

|               |           |  |
| Rao-Lisoa 63’ | Marcatori |  |

| Arbitro: | Brisard |

|           |           |                                 |
| Romil 71’ | Marcatori | 79’ (rig.) Lala 89’ M. Satriano |

| Arbitro: | Bastien |

|                                     |           |            |
| Mbappé 34’ D. Pereira 37’ Ramos 90’ | Marcatori | 65’ Mounié |

## Statistiche finali

### Statistiche di squadra
| Competizione     | Punti | In casa | In casa | In casa | In casa | In casa | In casa | In trasferta | In trasferta | In trasferta | In trasferta | In trasferta | In trasferta | Totale | Totale | Totale | Totale | Totale | Totale | DR  |
| Competizione     | Punti | G       | V       | N       | P       | Gf      | Gs      | G            | V            | N            | P            | Gf           | Gs           | G      | V      | N      | P      | Gf     | Gs     | DR  |
| ---------------- | ----- | ------- | ------- | ------- | ------- | ------- | ------- | ------------ | ------------ | ------------ | ------------ | ------------ | ------------ | ------ | ------ | ------ | ------ | ------ | ------ | --- |
| Ligue 1          | 61    | 17      | 8       | 7       | 2       | 25      | 14      | 17           | 10           | 3            | 4            | 28           | 19           | 34     | 17     | 10     | 7      | 53     | 34     | +19 |
| Coppa di Francia | -     | 1       | 1       | 0       | 0       | 1       | 0       | 2            | 1            | 0            | 1            | 3            | 4            | 3      | 2      | 0      | 1      | 4      | 4      | 0   |
| Totale           | -     | 18      | 9       | 7       | 2       | 26      | 14      | 19           | 10           | 3            | 6            | 31           | 24           | 37     | 19     | 10     | 8      | 57     | 38     | +19 |

### Andamento in campionato
| Giornata  | 1 | 2 | 3 | 4 | 5 | 6 | 7 | 8 | 9 | 10 | 11 | 12 | 13 | 14 | 15 | 16 | 17 | 18 | 19 | 20 | 21 | 22 | 23 | 24 | 25 | 26 | 27 | 28 | 29 | 30 | 31 | 32 | 33 | 34 |
| --------- | - | - | - | - | - | - | - | - | - | -- | -- | -- | -- | -- | -- | -- | -- | -- | -- | -- | -- | -- | -- | -- | -- | -- | -- | -- | -- | -- | -- | -- | -- | -- |
| Luogo     | C | T | T | C | T | C | T | C | T | C  | T  | C  | T  | C  | T  | T  | C  | C  | T  | C  | T  | C  | T  | C  | T  | C  | T  | C  | T  | C  | T  | C  | C  | T  |
| Risultato | V | V | P | N | V | V | N | N | P | P  | P  | N  | V  | V  | V  | V  | V  | V  | N  | N  | N  | V  | V  | V  | P  | N  | V  | V  | P  | P  | V  | N  | N  | V  |
| Posizione | 3 | 2 | 4 | 6 | 2 | 1 | 2 | 4 | 5 | 7  | 7  | 8  | 7  | 7  | 5  | 5  | 4  | 3  | 3  | 3  | 4  | 2  | 2  | 2  | 2  | 2  | 2  | 2  | 2  | 3  | 3  | 3  | 4  | 3  |

Legenda:

Luogo: C = Casa; T = Trasferta. Risultato: V = Vittoria; N = Pareggio; P = Sconfitta.